# Église Saint-Front de Saint-Front
Pour les articles homonymes, voir Église Saint-Front.
L'église Saint-Front est une église catholique située à Saint-Front, en France.

## Localisation
L'église est située dans le département français de la Haute-Loire, sur la commune de Saint-Front.

## Historique
L'édifice est classé au titre des monuments historiques en 1909.

## Galerie de photos

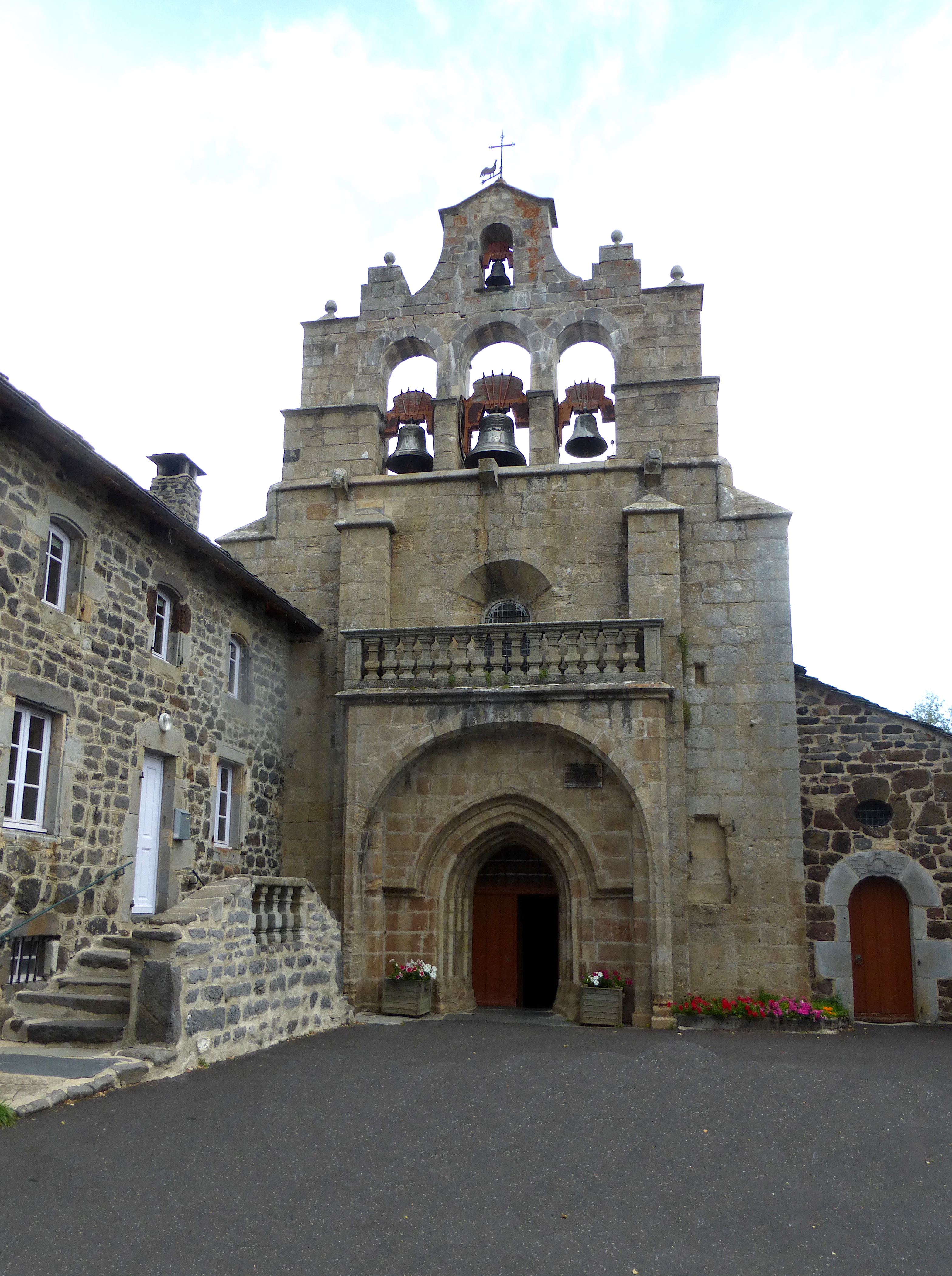
L'église
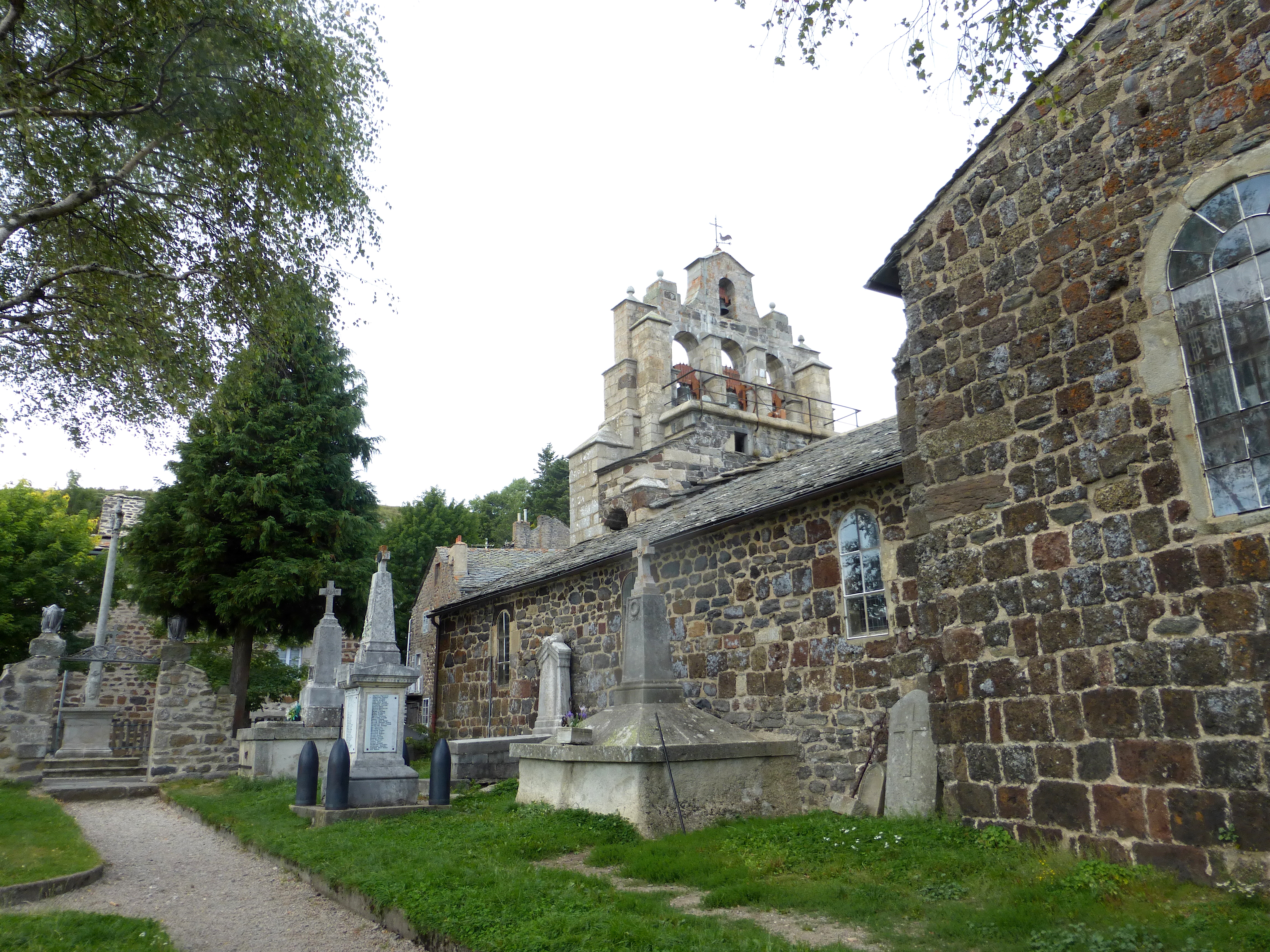
L'église et l'ancien cimetière
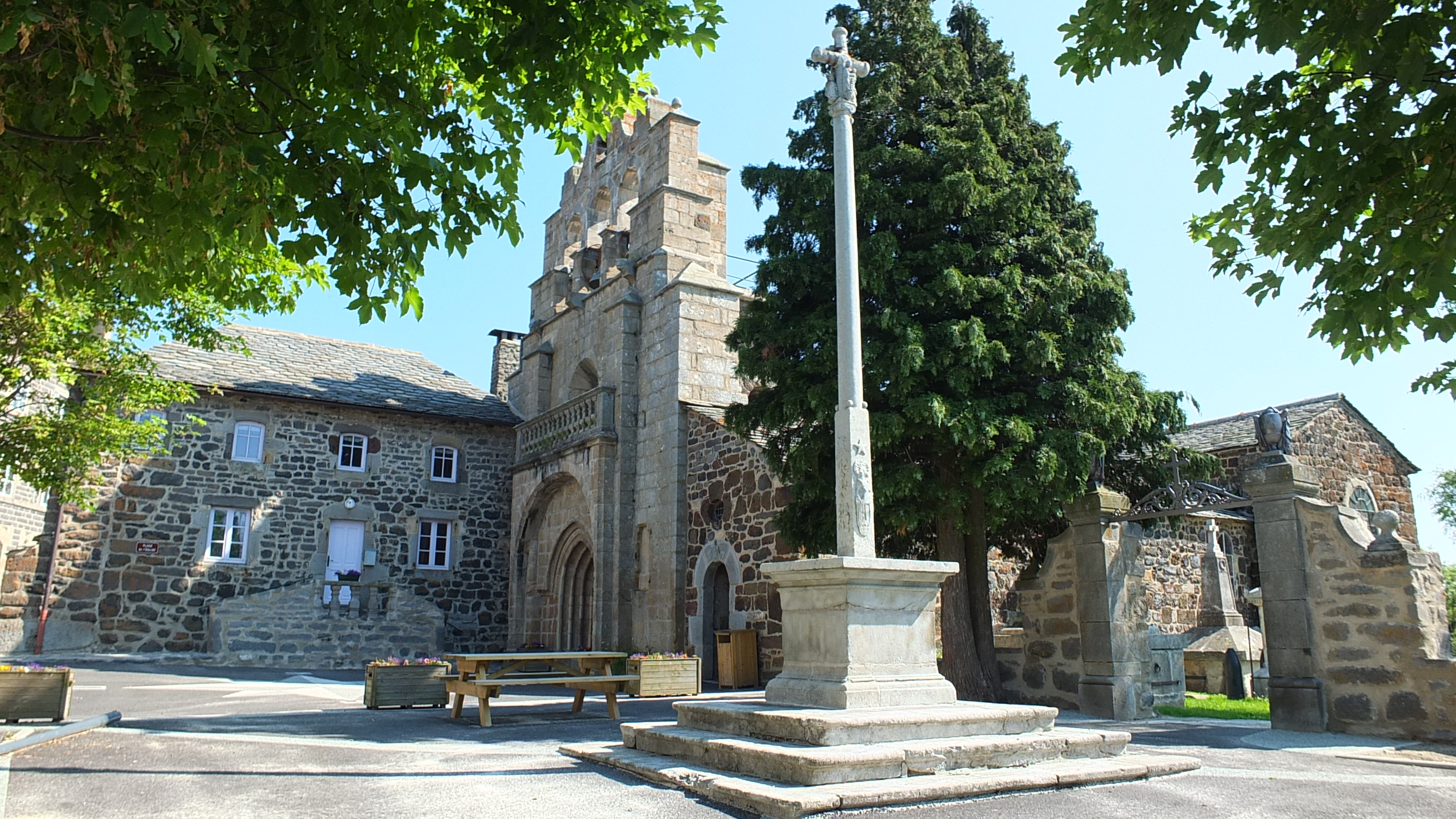
La croix devant l'église
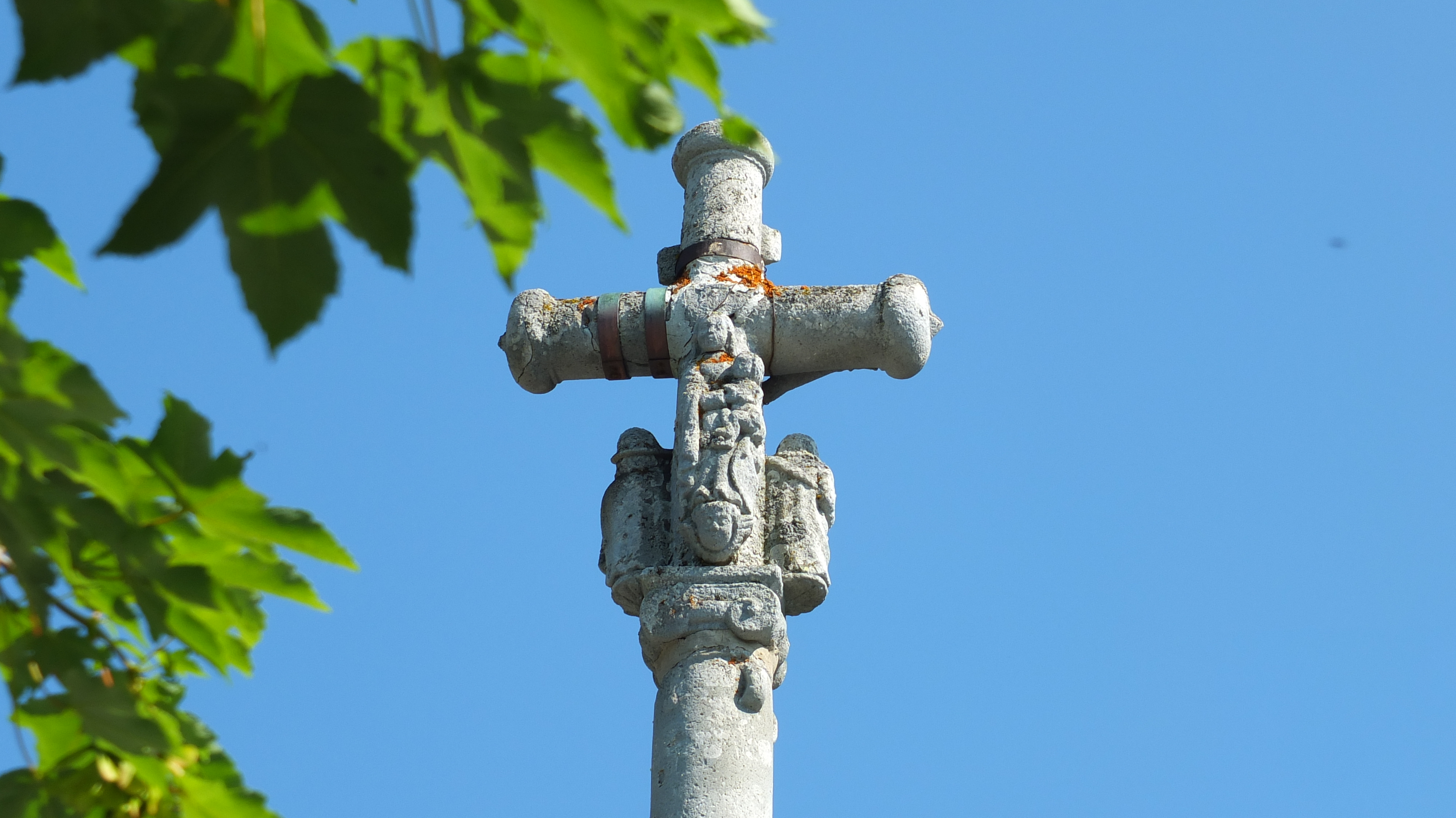
Détails de la croix